# Умудов, Фирдовси Гаминалы оглы
Фирдовси Гаминалы оглы Умудов (азерб. Firdovsi Qəminalı oğlu Umudov) — азербайджанский тренер по вольной борьбе, старший тренер мужской сборной Азербайджана по вольной борьбе, заслуженный тренер Азербайджана, мастер спорта международного класса, член ассоциации тренеров FILA и Спортивно-олимпийского центра «Серхедчи» («Пограничник»).

## Биография
В 1990 году Умудов начал заниматься вольной борьбой в Казахской районной спортивной школе. Становился победителем первенства республики по вольной борьбе, проходившей в городе Гянджа. В 2008 году стал занимать должность старшего тренера сборной Азербайджана по вольной борьбе. В 2009 году был удостоен звания лучшего тренера года в Азербайджане. Всего Умудов удостаивался этого звания трижды.
В 2012 году сборная Азербайджана по вольной борьбе взяла на Олимпийских играх в Лондоне 2 золотые медали и одну бронзовую, а на Олимпиаде 2016 года в Рио-де-Жанейро — 2 серебряные и 3 бронзовые медали. На проходивших в 2015 году в Баку I Европейских играх вольные борцы Азербайджана взяли 2 золотые и 4 бронзовые награды.
В 2012 году за высокие достижения на ХХХ летних Олимпийских играх в Лондоне, а также за заслуги в развитии азербайджанского спорта Фирдовси Умудов был награждён орденом «Славы». В этом же году Всемирным объединением борьбы был назван лучшим тренером мира. В 2015 году за заслуги в развитии азербайджанского спорта Умудов был награждён «Почётным дипломом президента Азербайджанской Республики». В 2016 году за высокие достижения на XXXI летних Олимпийских играх в Рио-де-Жанейро, а также за заслуги в развитии азербайджанского спорта Умудов указом президента Азербайджана был награждён медалью «Прогресс».
В 2015 году Умудову было присвоено звание полковник-лейтенанта Пограничных войск Азербайджанской Республики. В ноябре 2016 года после того, как главный тренер сборной Сайпулла Абсаидов был назначен на должность старшего тренера молодежной сборной Азербайджана по вольной борьбе, Умудов стал исполняющим обязанности главного тренера сборной Азербайджана по вольной борьбе.
В январе 2018 года Умудов был назначен первым вице-президентом Федерации борьбы Азербайджана.
30 декабря 2022 года Указом Президента Азербайджанской Республики за заслуги в развитии спорта в Азербайджане ему было присвоено почетное звание «Заслуженного деятеля физкультуры и спорта».